# مانیتور اشیاء متغیر فضایی
ناظر اشیاء متغیر فضایی (انگلیسی: Space Variable Objects Monitor) یا (SVOM) یک ماهواره تلسکوپی پرتو ایکس کوچک برنامه‌ریزی شده است که توسط سازمان ملی فضایی چین (CNSA)، آکادمی علوم چین (CAS) و مرکز ملی مطالعات فضایی فرانسه (CNES) در حال توسعه است. که قرار است در ۲۴ ژوئن ۲۰۲۴. به فضا پرتاب شود.
ناظر اشیاء متغیر فضایی SVOM انفجار ستارگان پرجرم را با تجزیه و تحلیل انفجارهای پرتو گامای جمع‌آوری شده مطالعه خواهد کرد. آینهٔ سبک پرتو ایکس SVOM تنها ۱ کیلوگرم (۲٫۲ پوند) وزن دارد. این نظارت‌گر قابلیت‌های تازه‌ای را در کار یافتن انفجارهای پرتو گاما که در حال حاضر توسط ماهواره چندملیتی سوئیفت انجام می‌شود، می‌افزاید. استراتژی اشاره ضد خورشیدی آن باعث می‌شود زمین از میدان دید محموله خود در هر مداری عبور کند.

## هدف‌ها
در این پروژه با استفاده از هم‌افزایی بین ابزارهای فضایی و زمینی، این مأموریت هدف‌های علمی زیر را دنبال می‌کند:
- امکان تشخیص همه انواع شناخته شده انفجارهای پرتو گاما (GRB)
- ارائه دادن موقعیت‌های GRB سریع و قابل اعتماد
- اندازه‌گیری شکل طیفی پهنای باند انتشار سریع (از مرئی به MeV)
- اندازه‌گیری ویژگی‌های زمانی انتشار سریع (از مرئی به MeV)
- به سرعت درخشش‌های پس از GRBهای شناسایی شده در طول موج‌های پرتو ایکس و نوری، از جمله آن‌هایی که به شدت به قرمز منتقل می‌شوند (z>6) شناسایی می‌شوند.
- اندازه‌گیری شکل طیفی باند پهن درخشش اولیه و دیرهنگام (از مرئی تا پرتو ایکس)
- اندازه‌گیری تکامل زمانی تابش اولیه و دیررس (از مرئی تا پرتو ایکس)